# 국제법정계량기구
국제법정계량기구(International Organization of Legal Metrology, 프랑스어: Organization Internationale de Métrologie Légale - OIML)는 1955년에 국제 무역을 뒷받침하고 촉진하는 법적 계량 절차의 세계적 조화를 촉진하기 위해 설립된 정부간 기구이다.
이러한 조화는 한 국가의 측정 장치 인증이 다른 국가의 인증과 호환되도록 하여 측정 장치 및 측정 장치에 의존하는 제품의 거래를 촉진한다. 이러한 제품에는 계량 장치, 택시 미터, 속도계, 곡물 수분 측정기와 같은 농업용 측정 장치, 배기 가스 측정 및 음료의 알코올 함량과 같은 건강 관련 장치가 포함된다.
설립 이후 OIML은 회원, 특히 개발도상국이 사회의 모든 측면에 걸쳐 계측에 관한 적절한 법률과 신제품의 인증 및 교정 요구 사항에 대한 지침을 작성하도록 지원하기 위해 무역, 건강 관리 및 세금과 같은 법적 영향 등 여러 지침을 개발했다.
OIML은 국제도량형국(BIPM) 및 국제표준화기구(ISO)와 같은 다른 국제기구와 긴밀히 협력하여 각 조직의 작업 간 호환성을 보장한다. OIML은 회원에게 해결책을 강요할 법적 권한이 없지만, OIML의 권고는 종종 회원국에서 자국 법률의 일부로 사용된다.
2022년 3월 기준으로 62개국이 회원국으로 가입했고 추가로 63개국이 모든 G20, EU 및 BRICS 국가를 포함하여 해당(투표권이 없는) 회원국으로 가입했다. 이 국가들 사이에서 OIML 회원국은 세계 인구의 86%와 세계 경제의 96%를 담당한다.
OIML의 본사는 프랑스 파리에 있다.

## 정식 회원
- 알바니아
- 알제리
- 오스트레일리아
- 오스트리아
- 벨라루스
- 벨기에
- 브라질
- 불가리아
- 캄보디아
- 캐나다
- 콜롬비아
- 중국
- 크로아티아
- 쿠바
- 키프로스
- 체코
- 덴마크
- 이집트
- 핀란드
- 프랑스
- 독일
- 그리스
- 헝가리
- 인도
- 인도네시아
- 이란
- 아일랜드
- 이스라엘
- 이탈리아
- 일본
- 카자흐스탄
- 케냐
- 북마케도니아
- 모나코
- 모로코
- 네덜란드
- 뉴질랜드
- 노르웨이
- 파키스탄
- 폴란드
- 포르투갈
- 루마니아
- 러시아
- 사우디아라비아
- 세르비아
- 슬로바키아
- 슬로베니아
- 남아프리카 공화국
- 대한민국
- 스페인
- 스리랑카
- 스웨덴
- 스위스
- 탄자니아
- 태국
- 튀니지
- 튀르키예
- 우크라이나
- 영국
- 미국
- 베트남
- 잠비아